# Casa Noastră
Casa Noastră este o companie producătoare de sisteme de ferestre și uși din PVC cu geam termoizolant din Craiova, România.
A fost înființată în anul 1995 și este deținută de oamenii de afaceri craioveni Ștefan Cherciu și Cosmin Ionescu.
Principalii parteneri ai companiei sunt Veka AG Germania - furnizor de profiluri PVC, Roto Frank AG Germania - furnizor de feronerie și Guardian SUA - furnizor de sticlă.
Firma produce sisteme de uși și ferestre din PVC și geam termoizolant sub brandul QFort într-o fabrică lângă Craiova și își exportă produsele în Austria, Bulgaria, Elveția, Franța, Germania, Italia și Portugalia.
Număr de angajați în 2008: 715
Cifra de afaceri:
- 2012: 28 milioane euro [3]
- 2008: 27,7 milioane euro [2]